# Калинино (Высокогорский район)
Кали́нино (тат. Калинино) — деревня в Высокогорском районе Татарстана. Входит в состав Высокогорского сельского поселения.

## География
Находится в северо-западной части Татарстана на расстоянии приблизительно 2 км на северо-восток по прямой от районного центра поселка Высокая Гора на автомобильной дороге Казань-Пермь.

## История
Известна со времен Казанского ханства как Янчурино, с XVIII века до 1933 года Собакино. Интересно, что в XIX веке в деревне на 61 двор приходилось 23 постоялых двора. В начале XX века здесь были почтовая станция и земская школа.

## Население
Постоянных жителей было: в 1782 году — 73 души мужского пола, в 1859—411, в 1897—411, в 1908—387, в 1926—562, в 1938—508, в 1949—416, в 1958—388, в 1970—379, в 1989—284, 435 в 2002 году (русские 43 %, татары 56 %).
Национальный состав
Согласно результатам переписи 2002 года, в национальной структуре населения села татары составляли 56%, русские — 43% из 435 человек.